# Nabizâde Nâzım
Nabizâde Nâzım, auch Nâbizâde Nâzım (* 1862 in Konstantinopel; † 6. August 1893 ebenda), war ein osmanischer Autor der Tanzimatzeit. Er wurde durch seine in der Zeitschrift Servet-i Fünûn veröffentlichten Geschichten aus dem anatolischen Dorfmilieu bekannt.
Er schlug zunächst eine Militärlaufbahn ein und studierte an der Militärakademie. Danach diente er zwei Jahre in Syrien. Neben Gedichten schrieb er auch Artikel und Geschichten für verschiedene Zeitschriften und Magazine.

## Werke (Auswahl)
- Karabibik (1890/1891)
- Hâlâ Güzel (1891)
- Zehra (1896)